# Johan Kriek
Johan Kriek (sinh ngày 5 tháng 4 năm 1958) là một vận động viên quần vợt người Mỹ gốc Nam Phi đã nghỉ hưu và là người sáng lập Global Water Foundation, một tổ chức phi lợi nhuận chuyên cung cấp nước sạch cho các cộng đồng cần thiết nhất thế giới. Ông đã giành được hai danh hiệu Úc mở rộng và lọt vào bán kết tại Pháp mở rộng và Mỹ mở rộng, cũng như tứ kết Wimbledon. Kriek giành được 14 danh hiệu đơn chuyên nghiệp và tám danh hiệu đôi, đạt thứ hạng đơn cao nhất trong sự nghiệp ở số 7 thế giới. Những chiến thắng đáng nhớ nhất của ông bao gồm những chiến thắng trước Andre Agassi, Jimmy Connors, John McEnroe, Guillermo Vilas, Stefan Edberg, Michael Chang, Vitas Gerulaitis và Bjorn Borg.
Ông theo học tại Afrikaanse Hoër Seunskool (Trường trung học dành cho nam sinh ở Nam Phi, còn được gọi là Affies), một trường công lập nằm ở Pretoria.
Kriek trở thành công dân Mỹ nhập tịch vào tháng 8 năm 1982.